# Amieira e Alqueva
Amieira e Alqueva (oficialmente: União das Freguesias de Amieira e Alqueva) é uma freguesia portuguesa do município de Portel, com 177,14 km² de área e 531 habitantes (censo de 2021). A sua densidade populacional é 3 hab./km².

## História
Foi criada aquando da reorganização administrativa de 2012/2013, resultando da agregação das antigas freguesias da Amieira e Alqueva.

## Demografia
A população registada nos censos foi:
| Distribuição da População por Grupos Etários | Distribuição da População por Grupos Etários | Distribuição da População por Grupos Etários | Distribuição da População por Grupos Etários | Distribuição da População por Grupos Etários | Distribuição da População por Grupos Etários |
| -------------------------------------------- | -------------------------------------------- | -------------------------------------------- | -------------------------------------------- | -------------------------------------------- | -------------------------------------------- |
| Antes da agregação                           |                                              |                                              |                                              |                                              |                                              |
| Ano                                          | 0-14 anos                                    | 15-24 anos                                   | 25-64 anos                                   | >= 65 anos                                   | Total                                        |
| 2001                                         | 98                                           | 104                                          | 390                                          | 293                                          | 885                                          |
| 2011                                         | 45                                           | 64                                           | 326                                          | 256                                          | 691                                          |
| Após a agregação                             |                                              |                                              |                                              |                                              |                                              |
| Ano                                          | 0-14 anos                                    | 15-24 anos                                   | 25-64 anos                                   | >= 65 anos                                   | Total                                        |
| 2021                                         | 32                                           | 37                                           | 259                                          | 203                                          | 531                                          |